# Isländska litteraturpriset
Isländska litteraturpriset (isländska:Íslensku bókmenntaverðlaunin) är ett litterärt pris som årligen utdelas till två böcker av Isländska förläggarföreningen. Priset instiftades vid föreningens hundraårsjubileum 1989. Ett av prisen går till ett skönlitterärt verk och det andra till ett facklitterärt.

## Lista över mottagare av Isländska litteraturpriset för skönlitterära verk
| År   | Mottagare                | Titel                                                                            | Anmärkningar |
| 1989 | Stefán Hörður Grímsson   | Yfir heiðan morgun: ljóð '87-'89                                                 |              |
| 1990 | Fríða Á. Sigurðardóttir  | Meðan nóttin líður                                                               |              |
| 1991 | Guðbergur Bergsson       | Svanurinn                                                                        |              |
| 1992 | Þorsteinn frá Hamri      | Sæfarinn sofandi                                                                 |              |
| 1993 | Hannes Pétursson         | Eldhylur                                                                         |              |
| 1994 | Vigdís Grímsdóttir       | Grandavegur 7                                                                    |              |
| 1995 | Steinunn Sigurðardóttir  | Hjartastaður                                                                     |              |
| 1996 | Böðvar Guðmundsson       | Lífsins tré                                                                      |              |
| 1997 | Guðbergur Bergsson       | Faðir og móðir og dulmagn bernskunnar: skáldævisaga                              |              |
| 1998 | Thor Vilhjálmsson        | Morgunþula í stráum                                                              |              |
| 1999 | Andri Snær Magnason      | Sagan af bláa hnettinum                                                          |              |
| 2000 | Gyrðir Elíasson          | Gula húsið                                                                       |              |
| 2001 | Hallgrímur Helgason      | Höfundur Íslands                                                                 |              |
| 2002 | Ingibjörg Haraldsdóttir  | Hvar sem ég verð                                                                 |              |
| 2003 | Ólafur Gunnarsson        | Öxin og jörðin                                                                   |              |
| 2004 | Auður Jónsdóttir         | Fólkið í kjallaranum                                                             |              |
| 2005 | Jón Kalman Stefánsson    | Sumarljós og svo kemur nóttin                                                    |              |
| 2006 | Ólafur Jóhann Ólafsson   | Aldingarðurinn                                                                   |              |
| 2007 | Sigurður Pálsson         | Minnisbók                                                                        |              |
| 2008 | Einar Kárason            | Ofsi                                                                             |              |
| 2009 | Guðmundur Óskarsson      | Bankster                                                                         |              |
| 2010 | Gerður Kristný           | Blodhov (Blódhófnir)                                                             |              |
| 2011 | Guðrún Eva Mínervudóttir | Allt með kossi vekur                                                             |              |
| 2012 | Eiríkur Örn Norðdahl     | Ondska (Illska)                                                                  |              |
| 2013 | Sjón                     | Máni Steinn - pojken som inte fanns (Mánasteinn - drengurinn sem aldrei var til) |              |
| 2014 | Ófeigur Sigurðsson       | Öræfi                                                                            |              |
| 2015 | Einar Már Guðmundsson    | Hundadagar                                                                       |              |
| 2016 | Auður Ava Ólafsdóttir    | Ärr (Ör)                                                                         |              |
| 2017 | Kristín Eiríksdóttir     | Elín, ýmislegt                                                                   |              |
| 2018 | Hallgrímur Helgason      | Sextíu kíló af sólskini                                                          |              |
| 2019 | Sölvi Björn Sigurðsson   | Selta - Apókrýfa úr ævi landlæknis                                               |              |
| 2020 | Elísabet Jökulsdóttir    | Aprílsólarkuldi                                                                  |              |

## Lista över mottagare av Isländska litteraturpriset för facklitterära verk
| År   | Mottagare                                                                                          | Titel                                                                          | Anmärkningar |
| 1993 | Jón G. Friðjónsson                                                                                 | Mergur málsins : íslensk orðatiltæki: uppruni, saga og notkun                  |              |
| 1994 | Silja Aðalsteinsdóttir                                                                             | Skáldið sem sólin kyssti : ævisaga Guðmundar Böðvarssonar                      |              |
| 1995 | Þór Whitehead                                                                                      | Milli vonar og ótta                                                            |              |
| 1996 | Þorsteinn Gylfason                                                                                 | Að hugsa á íslensku                                                            |              |
| 1997 | Guðjón Friðriksson                                                                                 | Einar Benediktsson                                                             |              |
| 1998 | Hörður Ágústsson                                                                                   | Íslensk byggingararfleifð I: ágrip af húsagerðarsögu 1750-1940                 |              |
| 1999 | Páll Valsson                                                                                       | Jónas Hallgrímsson                                                             |              |
| 2000 | Guðmundur Páll Ólafsson                                                                            | Hálendið í náttúru Íslands                                                     |              |
| 2001 | Sigríður Dúna Kristmundsdóttir                                                                     | Björg                                                                          |              |
| 2002 | Páll Hersteinsson, Pétur M. Jónasson                                                               | Þingvallavatn                                                                  |              |
| 2003 | Guðjón Friðriksson                                                                                 | Jón Sigurðsson, ævisaga II                                                     |              |
| 2004 | Halldór Guðmundsson                                                                                | Halldór Laxness–ævisaga                                                        |              |
| 2005 | Kristín B. Guðnadóttir, Gylfi Gíslason, Arthur Danto, Matthías Johannessen, Silja Aðalsteinsdóttir | Kjarval                                                                        |              |
| 2006 | Andri Snær Magnason                                                                                | Draumalandið - sjálfshjálparbók handa hræddri þjóð                             |              |
| 2007 | Þorsteinn Þorsteinsson                                                                             | Ljóðhús. Þættir um skáldskap Sigfúsar Daðasonar                                |              |
| 2008 | Þorvaldur Kristinsson                                                                              | Lárus Pálsson leikari                                                          |              |
| 2009 | Helgi Björnsson                                                                                    | Jöklar á Íslandi                                                               |              |
| 2010 | Helgi Hallgrímsson                                                                                 | Sveppabókin                                                                    |              |
| 2011 | Páll Björnsson                                                                                     | Jón forseti allur? Táknmynd þjóðhetju frá andláti til samtíðar                 |              |
| 2012 | Gunnar F. Guðmundsson                                                                              | Pater Jón Sveinsson - Nonni                                                    |              |
| 2013 | Guðbjörg Kristjánsdóttir                                                                           | Íslenska teiknibókin                                                           |              |
| 2014 | Snorri Baldursson                                                                                  | Lífríki Íslands: vistkerfi lands og sjávar                                     |              |
| 2015 | Gunnar Þór Bjarnason                                                                               | Þegar siðmenningin fór fjandans til - Íslendingar og stríðið mikla 1914 - 1918 |              |
| 2016 | Ragnar Axelsson                                                                                    | Andlit norðursins                                                              |              |
| 2017 | Unnur Þóra Jökulsdóttir                                                                            | Undur Mývatns: - um fugla, flugur, fiska og fólk                               |              |
| 2018 | Hörður Kristinsson, Jón Baldur Hlíðberg och Þóra Ellen Þórhallsdóttir                              | Flóra Íslands                                                                  |              |
| 2019 | Jón Viðar Jónsson                                                                                  | Stjörnur og stórveldi á leiksviðum Reykjavíkur 1925 - 1965                     |              |
| 2020 | Sumarliði R. Ísleifsson                                                                            | Í fjarska norðursins : Ísland og Grænland – viðhorfasaga í þúsund ár           |              |